# Hanover (Nou Hampshire)
Hanover és una població dels Estats Units a l'estat de Nou Hampshire. Segons el cens del 2000 tenia 10.850 habitants.

## Demografia
Segons el cens del 2000, Hanover tenia 10.850 habitants, 2.832 habitatges, i 1.761 famílies. La densitat de població era de 85,3 habitants per km².
Dels 2.832 habitatges en un 31,1% hi vivien nens de menys de 18 anys, en un 55,7% hi vivien parelles casades, en un 4,8% dones solteres, i en un 37,8% no eren unitats familiars. En el 25,9% dels habitatges hi vivien persones soles el 9,4% de les quals corresponia a persones de 65 anys o més que vivien soles. El nombre mitjà de persones vivint en cada habitatge era de 2,47 i el nombre mitjà de persones que vivien en cada família era de 2,96.
Per edats la població es repartia de la següent manera: un 15,1% tenia menys de 18 anys, un 37,6% entre 18 i 24, un 16,6% entre 25 i 44, un 17,1% de 45 a 60 i un 13,6% 65 anys o més.
L'edat mediana era de 23 anys. Per cada 100 dones de 18 o més anys hi havia 96,5 homes.
La renda mediana per habitatge era de 72.470$ i la renda mediana per família de 99.158$. Els homes tenien una renda mediana de 63.409$ mentre que les dones 35.771$. La renda per capita de la població era de 30.393$. Entorn del 0,6% de les famílies i el 9,1% de la població estaven per davall del llindar de pobresa.

## Poblacions més properes
El següent diagrama mostra les poblacions més properes.